# Nagykálló

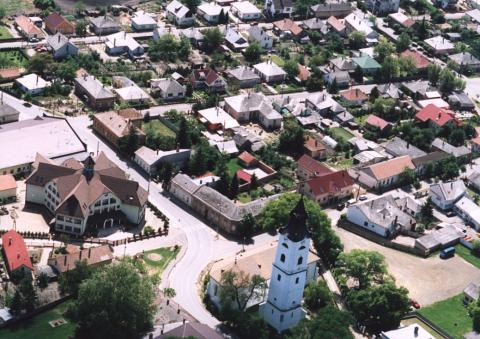

Nagykálló ist eine ungarische Stadt und Sitz des gleichnamigen Kreises im Komitat Szabolcs-Szatmár-Bereg.

## Geografie
Die Stadt liegt 14 km südöstlich von Nyíregyháza im Nyírség.

### Stadtteile
| - Biriszőlő - Birke-tanya - Cuker-tanya - Gödrök - Harangod | - Kiskálló - Ludastó - Nagykerti-szőlő - Páskom - Rácztanya | - Szúrótag - Vásártér - László kert - Kristóf kert - Posta kert | - Állami csemetekert - Fekete szék /szik/ - Közép szék /szik/ - Rókalyukas dűlő |

## Geschichte
1315 verlieh König Karl Robert dem Ort das Marktrecht. 1323 fand hier nachweislich eine Komitatsversammlung statt. Durch die günstige geografische Lage entwickelte sich der Ort zu einem wirtschaftlichen Zentrum. Im Jahre 1457 erhielt die Familie Kállay die königliche Erlaubnis, ein Schloss zu bauen. Dieses wurde 1556 von den Türken niedergebrannt und dann als Burg wieder aufgebaut.
1603 siedelte Stephan Bocskai Heiducken an. Nach dessen Tod wurden die Heiducken von Gabriel Báthory nach Hajdúböszörmény umgesiedelt.
Zum Ende des Dreißigjährigen Krieges eroberte Georg I. Rákóczi 1644 Naygkálló.
Im Zuge seines Freiheitskampfes eroberte Franz II. Rákóczi im Juli 1703 die Burg und unterzeichnete hier seine  Unabhängigkeitserklärung. 1704 wurde das Schleifen der Burg befohlen, was aber erst 1709 umgesetzt wurde.
Von 1747 bis 1867 war Ort Sitz des Komitates Szabolcs. Mit der Verlegung des Komitatsitzes nach Nyíregyháza verlor der Ort das Stadtrecht. 1989 wurde Nagykálló wieder zur Stadt erhoben.

## Verkehr
Der Ort hat eine  Bahnstation an der Eisenbahnlinie Nyíregyháza – Mátészalka – Zajta und liegt an der Autobahn M3.

## Partnerstädte
- Polen: Limanowa
- Deutschland: Metzingen
- Rumänien: Tășnad
- Ukraine: Tjatschiw
- Slowakei: Borša
- Spanien: Miguelturra

## Töchter und Söhne der Stadt
- Friedrich von Korányi (1828–1913), Mediziner
- Imre Ámos (1907–1944/45), Maler, Grafiker und Zeichner
- Ibolya Micziné Hamza (* 1948), Malerin